# 악의 꽃 (시집)
《악의 꽃》(Les Fleurs du mal)은 샤를 보들레르가 1857년에 출판한 시집이다. 현대 서정시에 깊은 영향을 끼친 이 시집은 당시 르콩트 드 릴 등이 “참신한 창의”란 칭찬을 하였고 위고가 “새로운 전률(戰慄)을 창조했다”고 격찬했음에도 불구하고 실제로 그 영향이 보이기 시작한 것은 상징주의가 융성기에 이르른 때였다.

## 출판
1857년에 발간되자 곧 풍속문란의 혐의로 압수당하여 300프랑의 벌금과 시 6편의 삭제를 언도받았다. 시인은 이에 굴하지 않고 1862년에 새로 35편을 더하여 <우울과 이상(理想)> <파리 풍경> <술> <악의 꽃> <반역> <죽음>의 6부로 나누어 엮은 재판(再版)을 출판하였다. 사후(死後)에 한 권의 전집으로, 더욱이 1868년에는 시편을 증보(增補)하여 간행하였는데 이것은 보들레르의 의도가 아니다.

## 주제
비유와 유추(類推)를 구사하고 감각적 요소를 통하여 초감각적인 것과의 교감(交感)을 기도하는 브들레르의 사상은 시편 <교감>에서 “인간, 상징의 숲을 거쳐 이곳을 지나도다”와 “향내와 빛깔과 물체의 소리가 서로 화답한다”고 표현한 시구에 단적으로 드러나 있다. 시인이 번민하는 혼은 역시 삭제(削除)된 시편에서 찾아 볼 수 있듯이 에로틱한 정경과 미에까지 승화한 악을 통해서도 노래하고 있는 것이다.

## 참고 문헌
- 이 문서에는 다음커뮤니케이션(현 카카오)에서 GFDL 또는 CC-SA 라이선스로 배포한 글로벌 세계대백과사전의 내용을 기초로 작성된 글이 포함되어 있습니다.